# Zoran Matković
Zoran Matković (* 18. Oktober 1961) ist ein ehemaliger jugoslawischer Bogenschütze.
Matković nahm an den Olympischen Spielen 1980 in Moskau teil und konnte sich auf Rang 11 platzieren.